# Галинівка (Житомирський район)
Гали́нівка (раніше також Геленівка, Голенівка) — село в Україні, у Хорошівській селищній територіальній громаді Житомирського району Житомирської області. Чисельність населення становить 206 осіб (2001). До 1939 року — колонія.

## Населення
У 1868 році в поселенні налічувалося 149 мешканців, наприкінці 19 століття — 278 жителів, дворів — 32, у 1906 році — 291 мешканець, дворів — 32, у 1910 році — 286 осіб, у 1923 році — 319 мешканців, дворів — 36.
Відповідно до результатів перепису населення СРСР, кількість населення станом на 12 січня 1989 року становила 214 осіб. Станом на 5 грудня 2001 року, відповідно до перепису населення України, кількість мешканців села становила 206 осіб, з них 93,69 % зазначили рідною українську мову, 5,34 % — російську, а 0,97 % — іншу.

## Історія
Колишнє лютеранське поселення на власних землях, лежало за 40 км північніше Житомира. Належало до лютеранської парафії у Житомирі. Була школа.
Наприкінці 19 століття — колонія Фасівської волості Житомирського повіту Волинської губернії, за 34 версти від Житомира.
У 1906 році — Геленівка, колонія Фасівської волості (7-го стану) Житомирського повіту Волинської губернії. Відстань до губернського центру, м. Житомир, становила 37 верст, від волосного центру, сільця Фасова — 5 верст. Найближче поштово-телеграфне відділення розміщувалося на хуторі Фасівка.
У 1923 році включена до складу новоствореної Браженської сільської ради, яка 7 березня 1923 року увійшла до складу новоутвореного Фасівського району Коростенської округи. Розміщувалася за 6 верст від районного центру с. Фасова та за 3 версти від центру сільської ради, сільця Браженка. 24 серпня 1923 року, відповідно до рішення Волинської ГАТК (протокол № 4 «Про зміни границь в межах округів, районів і сільрад»), колонію передано до складу Топорищенської сільської ради Фасівського району. 30 жовтня 1924 року, відповідно до рішення Волинської ГАТК (протокол № 11/6 «Про виділення та організацію національних сільрад»), колонію підпорядковано новоутвореній Руднє-Фасівській сільській раді Фасівського району. 23 вересня 1925 року, в складі сільської ради, увійшла до Володарського (згодом — Володарсько-Волинський) району. У 1939 році віднесена до категорії сіл.
11 серпня 1954 року, внаслідок об'єднання сільських рад, підпорядковане Фасівській сільській раді Володарсько-Волинського району. 2 вересня 1954 року, відповідно до рішення Житомирського облвиконкому № 1087 «Про перечислення населених пунктів в межах районів Житомирської області», село передане до складу Кам'янобрідської сільської ради Володарсько-Волинського району. 5 березня 1959 року підпорядковане Топорищенській сільській раді Володарськ-Волинського району. 30 грудня 1962 року, в складі сільської ради, увійшло до Черняхівського району Житомирської області, 8 грудня 1966 року повернуте до складу відновленого Володарсько-Волинського (згодом — Хорошівський) району.
12 червня 2020 року, відповідно до розпорядження Кабінету Міністрів України № 711-р «Про визначення адміністративних центрів та затвердження територій територіальних громад Житомирської області», територію та населені пункти Топорищенської сільської ради включено до складу Хорошівської селищної територіальної громади Житомирського району Житомирської області.